# Stellasteropsis fouadi
Stellasteropsis fouadi är en sjöstjärneart som beskrevs av Dollfus 1936. Stellasteropsis fouadi ingår i släktet Stellasteropsis och familjen ledsjöstjärnor. Inga underarter finns listade i Catalogue of Life.